# 1389 Onnie
1389 Onnie (1935 SS1) là một tiểu hành tinh vành đai chính được phát hiện ngày 28 tháng 9 năm 1935 bởi H. van Gent ở Johannesburg (LS).